# North Newton
North Newton är en ort i Harvey County i Kansas. Vid 2020 års folkräkning hade North Newton 1 814 invånare.